# 25690 Iredale
25690 Iredale è un asteroide della fascia principale. Scoperto nel 2000, presenta un'orbita caratterizzata da un semiasse maggiore pari a 2,7210143 UA e da un'eccentricità di 0,0451667, inclinata di 5,40705° rispetto all'eclittica.